# Karangjati (Kota Blora)
Karangjati is een bestuurslaag in het regentschap Blora van de provincie Midden-Java, Indonesië. Karangjati telt 8702 inwoners (volkstelling 2010).